# Komatiit

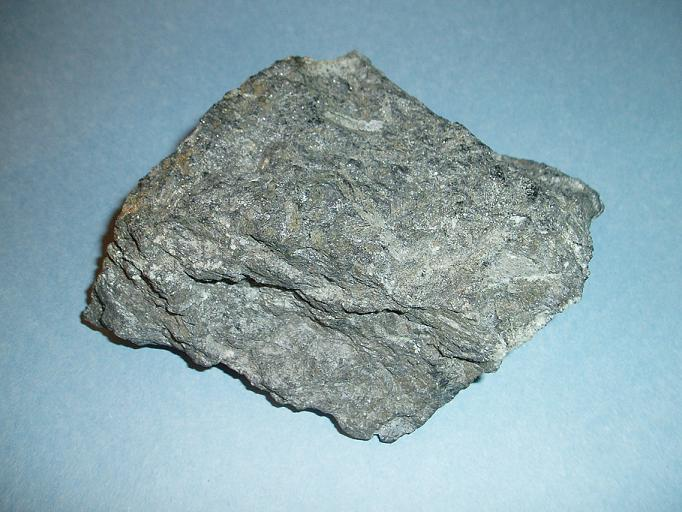
Egy 10 centiméteres nagyságú komatiit minta az Abitibi övezetből, Ontario államból, Kanadából.

A komatiit egy magmás kőzet, amely egykor a földfelszínre ömlött. A Föld köpenyéből származó ultrabázikus lávából keletkezett.

## Jellemzése
A komatiitot 1969-ben írták le először. A lelőhelyéről nevezték el, a Dél-Afrikában lévő Komati folyóról. Vulkáni kőzet, melynek igen jellegzetes szövete és kémiai összetétele van.

### Kémiai összetétele
Kémiai összetételének legsajátosabb vonása alacsony SiO2-, alacsony K2O-, alacsony Al2O3-tartalma és igen nagy MgO-tartalma.

### Ásványos összetétele
Kőzetszövetének jellegzetessége az, hogy egykoron a kiömlött magmából fő kőzetalkotó ásványként olivin kristályosodott és a hosszú, tűs megjelenésű – gyors kristályosodás során keletkezett - olivin-kristályok az ausztráliai füves térségekről kapott névvel spinifex szövetet hoztak létre. (Az eredeti olivinkristályok azonban ma már csak pszeudomorfózaként vannak jelen a szövetben.) Az olivinnek nagy a magnézium-tartalma (forszterites). Kísérő ásványként még krómtartalmú piroxének, anortit és krómit található bennük.
A primér magmás fő kőzetalkotó ásványok mellett a következő ásványok találhatók még a komatiitokban: a szilikátok köréből: piroxének (augit, pigeonit, bronzit), plagioklász, az oxidásványok köréből ilmenit. A metamorfózis során jön létre az amfibol, a szerpentin, a klorit, a másodlagosan keletkezett, nátriumdús plagioklász, a kvarc, a vasoxidok, a flogopit, a baddeleyit, és a gránátcsoport köréből a pirop vagy a grosszulár.

## Kőzettani jellemzése
A komatiitos magmának igen magas az olvadáspontja: kitöréskor a láva hőmérséklete 1600 °C fölött volt. Ez jóval magasabb a bazaltos lávákra jellemző 1100–1250 °C-os hőmérsékleteknél. A komatiitos láva kicsiny viszkozitása miatt gyorsan szétterült a felszínen. (A hawaii vulkánokra jellemző viszkozitás ennél jóval nagyobb, s a méz folyékonyságára hasonlít. A komatiitos lávákra jellemző gyorsan szétterülő lávafolyásoknál gyakori volt a lávacsatornák kialakulása is.
A bazaltok is a mai köpeny parciális olvadékai, és a komatiit is az volt egykor. De míg a mai lávák csak néhány százalékos parciális olvadékok, a komatiitok elérhették a korabeli köpeny 50%-os parciálisolvadék-szintjét is.
A jelenlegi földi viszonyok között a boninitoknak van viszonylag magas, 10-18% MgO-tartalommal jellemezhető összetétele.

## Metamorfózisa
Az archaikum óta eltelt idők során a komatiitok metamorf átalakuláson estek át. Ezért a komatiitok rendszerint szerpentinitesedett vagy karbonátosodott formában találhatók meg.

## Geokémiai osztályozása
A komatiitot az alábbi geokémiai kritériumok alapján sorolják be:
- SiO2-tartalom, amely tipikusan 40-45% közötti,
- MgO több, mint 18%
- Alacsony K2O (<0,5%),
- Alacsony CaO és Na2O (<2% együtt),
- Alacsony Ba-, Cs-, Rb- (inkompatibilis elemek) dúsulás; Σ LILE (nagy ionrádiuszú litofil elemek) <1,000ppm
- Nagy Ni (> 400 ppm), Cr (>800ppm), Co (> 150 ppm) tartalom.

A nagy MgO, K2O és Ba, Cs, Rb etc. tartalmú kimberlitek vagy egyéb ritka ultrabázisos kőzetek rokoníthatók még a komatiitokkal.

## Geológiai környezete
A komatiitok az archaikumban keletkeztek. Csak kevés komatiitot találunk a proterozoikumból vagy a fanerozoikumból. Vannak nagy magnéziumtartalmú lamprofirok a mezozoikumban. Az ősi eredet magyarázata az, hogy az archaikumban mintegy 500 °C-kal magasabb volt a köpeny hőmérséklete, és a földi kéreg is vékonyabb volt. Ez a korszak a korai archaikumtól a középső archaikumig tartott (4,5 milliárd évvel ezelőttől 2,6 milliárd évvel ezelőttig).
Földrajzilag a komatiitok az archaikumi pajzsok területére korlátozódnak. Ezek ma az ún. zöldköves övezeteket (Archaikumi Greenstone Belts) alkotják. A két legismertebb komatiitos terület a Barberton-övezet Dél-Afrikában és a Yilgarn-övezet Ausztráliában.

## A komatiitok gazdasági haszna
A Nyugat-ausztráliai Kambalda térségében talált nikkel-réz szulfidos ércek megtalálásával megkezdődött a komatiitok gazdasági hasznosítása. Ma a világ nikkeltermelésének mintegy egyhetede a komatiitos ércekből származik, Ausztrália, Kanada és Dél-Afrika komatiitjaiból. A komatiitokban a nikkel érce mellett arany ércek is találhatók, nemcsak a már említett Ausztrália, Kanada, és Dél-Afrika területén lévő kőzetekben, hanem a Guianai-pajzson is Dél-Amerika partjainál.

## Külső hivatkozások
- PDF
- Szokatlan lávák Archiválva 2017. október 23-i dátummal a Wayback Machine-ben
- Komatiitok és az asztrobiológia
- Komatiitok és a fölszálló áramlások
- Vulkáni tűzijáték az Ión
- Fotók az Abitibi komatiitokról, Kanadából